# Piscobalaena nana
La piscobalena (Piscobalaena nana)  è un cetaceo estinto, vissuto tra il Miocene superiore e il Pliocene inferiore (circa 10- 5 milioni di anni fa). I suoi resti fossili sono stati ritrovati in Sudamerica (Perù) e forse in Nordamerica (Florida).

## Descrizione
Questo animale doveva assomigliare alle balene attuali, in particolare alle balenottere di piccole dimensioni. La lunghezza non doveva superare i 5 metri, e il cranio di un esemplare adulto era di circa un metro. Piscobalaena è nota per alcuni esemplari ben conservati, tra cui tre giovani e un individuo di età avanzata. Alcune caratteristiche del cranio distinguevano Piscobalaena dalle balenottere attuali (come la forma del processo sopraorbitale).

## Classificazione
Descritta per la prima volta nel 1989 da Pilleri e Siber, Piscobalaena è nota grazie a fossili ritrovati nella formazione Pisco in Perù, in terreni del Pliocene inferiore (circa 5 milioni di anni fa). Piscobalaena è considerata un rappresentante dei cetoteriidi (Cetotheriidae), un gruppo di misticeti primitivi dalle caratteristiche affini a quella dei balenotteridi, i cui fossili sono stati ritrovati principalmente nell'emisfero boreale. Il più stretto parente di Piscobalaena sembrerebbe essere stato Herpetocetus, del Mio-Pliocene dell'emisfero boreale.

## Paleogeografia

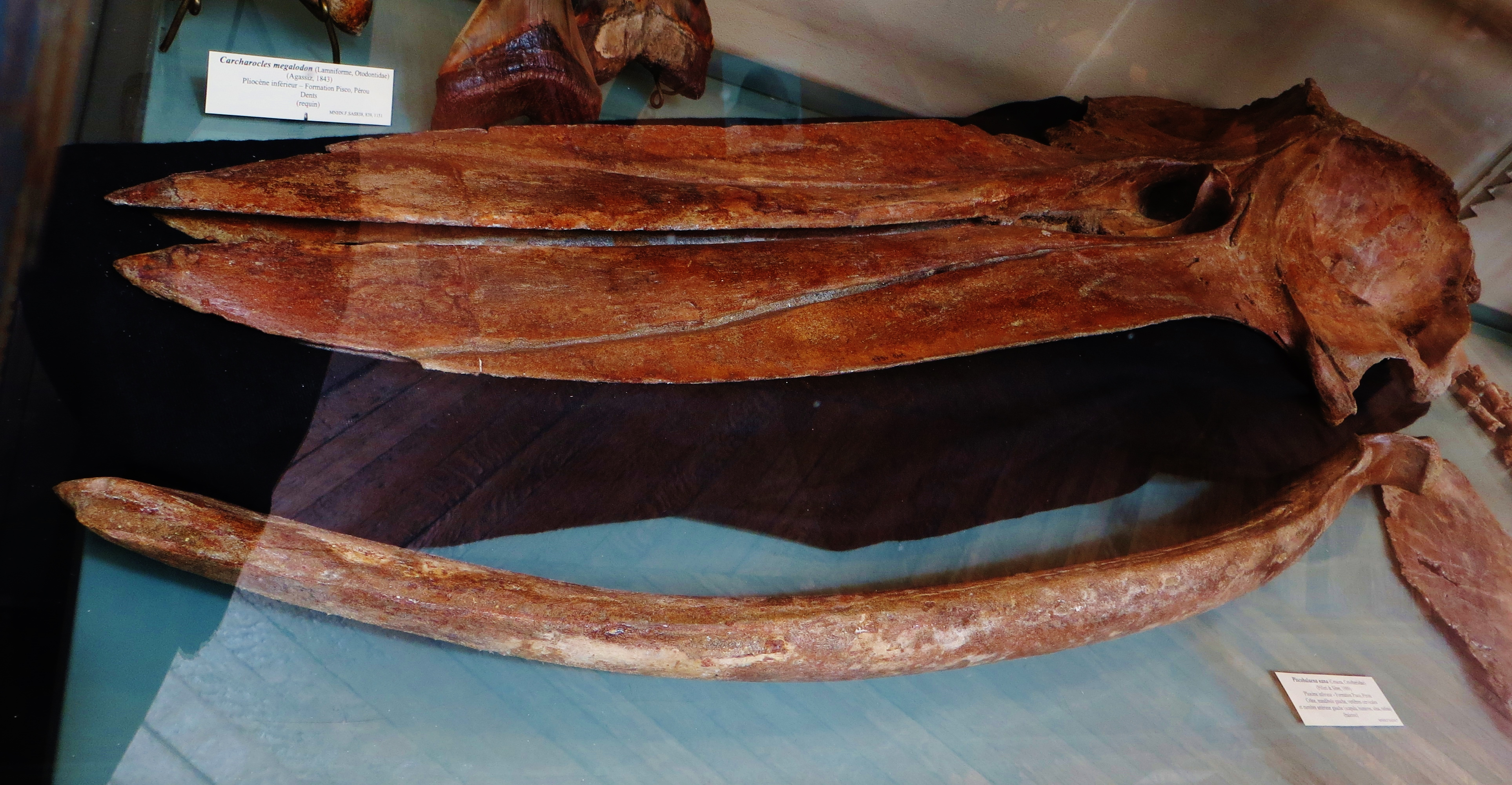
Cranio di Piscobalaena nana

Altri resti frammentari attribuiti a Piscobalaena provengono sempre dal Perù, ma da terreni un poco più antichi (Miocene superiore, circa 10 milioni di anni fa). Sembra quindi che questo genere di balene fosse stanziato nella costa pacifica del Sudamerica e si fosse evoluto per almeno cinque milioni di anni.
Altri fossili attribuiti con qualche dubbio a Piscobalaena provengono dal Pliocene della Florida: se così fosse, allora Piscobalaena potrebbe aver avuto una distribuzione più ampia che non la costa peruviana. Ciò sarebbe stato possibile poiché l'istmo di Panama era aperto almeno fino al Pliocene superiore, permettendo così il passaggio di specie marine dall'Atlantico al Pacifico e viceversa.
Altri mammiferi marini ritrovati nella formazione Pisco includono il bizzarro delfino Odobenocetops, la foca dal lungo collo Acrophoca e il bradipo acquatico Thalassocnus.